# Wappen der Provinz A Coruña

Wappen der Provinz A Coruña seit dem 26. Januar 1963

Das Wappen der Provinz A Coruña wurde von der Abgeordnetenversammlung der Provinz in der Plenarsitzung vom 26. Januar 1963 angenommen. Das Ministerio de Gobernación der Francoregierung unter Camilo Alonso Vega billigte seine Verwendung in einem Dekret vom 10. August 1963.

## Beschreibung
In der Heraldik werden die Bezeichnungen rechts und links grundsätzlich aus der Sicht der Person verwendet, die den Schild vor sich her tragen würde, also entgegengesetzt zur Sicht des Betrachters.
Im blauen Wappenschild erhebt sich auf einem braunen Felsen, der von sechs silbernen und blauen Wellenbalken umgeben ist, der ebenfalls braune Torre de Hércules. Er wird beidseits pfahlweise von je drei goldenen Jakobsmuscheln begleitet. Am Fuß des Felsens liegt ein abgeschlagener Kopf mit braunem Haar und ebensolchem Bart, aus dessen Mund und Hals rotes Blut fließt und dessen goldene Krone nach rechts weist. Auf dem Schild ruht die goldene, rot gefütterte Königskrone Spaniens mit dem Reichsapfel.

## Historische Herkunft der Wappenbestandteile
1. Die blaue Schildfarbe ist identisch zu der seit 1282 dokumentierten Farbe des Wappens von Galicien.[2]
2. Der Torre de Hércules hieß bis ins 19. Jahrhundert hinein Farum Brigantium. Er ist der älteste, dauerhaft in Betrieb befindliche Leuchtturm der Welt,[3] denn sein Eckstein stammt aus der Regierungszeit Trajans (98–117) und verweist auf den Baumeister Gaius Sevius Lupus aus Aeminium, dem heutigen Coimbra in Portugal. Er steht etwa 2 km nördlich von A Coruña, das damals den Namen Brigantium trug. Seit 1448 taucht er im Wappen von A Coruña auf.[3]
3. Die Jakobsmuscheln tauchen ebenfalls bereits 1448 im ältesten erhaltenen Wappen A Coruñas auf, seinerzeit allerdings nur jeweils eine beiderseits des Leuchtturms. 1552 war ihre Zahl auf acht angewachsen. Sie erinnern an die seit 1095 bestehende Oberhoheit des Erzbistums Santiago de Compostela über den Hafen von A Coruña, wo die Seepilger zum Jakobsgrab aus Irland, England, Flandern oder Skandinavien ankamen.[3][4]
4. Der abgeschlagene Kopf eines Königs erinnert an den legendären Kampf des griechischen Helden Herkules mit dem Riesen Geryon. Nach der griechischen Sage kämpfte Herkules in der zehnten seiner Aufgaben am Fluss Anthemon drei Tage mit Geryon, der auf der Insel Erytheia wohnte, die irgendwo weit hinter den Säulen des Herkules lag, bis er ihn besiegen konnte.[5] Gegen Ende des 13. Jahrhunderts erschien unter Alfons X., genannt der Weise, von 1270 bis 1284 am kastilischen Hof eine Cronica General, die diese Sage weiterspann[6] und sie mit dem Farum Brigantium verknüpfte. Um seinen Sieg zu feiern, habe der griechische Sagenheld den Turm erbaut und eine Gruppe von Siedlern herbeigeholt, um die Stadt Brigantium zu gründen. Diese Leute seien aus Galatien in Zentralanatolien gekommen, „weshalb dieses Land Galicien genannt wird“ („por esso fue llamamda aquella tierre Galizia“).[3]
5. Die geschlossene Königskrone wird in der hier verwendeten Form seit Köng Philipp V. (1700–1724) im spanischen Königswappen verwendet, mit dem die Dynastie Bourbon-Anjou die Herrschaft in Spanien antrat.[7]